# Eidholmen
Eidholmen est une île norvégienne du comté de Hordaland appartenant administrativement à Storebø.

## Description
Rocheuse et couvert de quelques arbres, elle s'étend sur environ 147 m de longueur pour une largeur approximative de 99 m.